# Разорванный круг (фильм)
«Разорванный круг» — советский художественный фильм 1987 года режиссёра Вениамина Дормана, его последняя работа в кино.

## Сюжет
В своей квартире убит крупный хозяйственник — директор швейной фабрики Павел Павлович Львов. Понятым для следственных действий в квартире погибшего приглашен его сосед — бывший ревизор Борис Петрович Таганский. При осмотре места происшествия выясняется, что из квартиры похищена ценная коллекция монет.
Проходит некоторое время. На дачу к экспедитору швейной фабрики Семёну Орлову (Владимир Стеклов) съезжаются коллеги и близкие, чтобы отметить девятый день со дня смерти Львова. За траурным столом выясняется, что каждый из них виделся с директором в день убийства. Вдобавок ко всему исчез дипломат с огромной суммой денег — 50 тысяч рублей.
Как выясняется, деньги эти добыты незаконным путём: на фабрике было организовано преступное сообщество, руководителем которого являлся погибший директор Львов. Преступники занимались махинациями с выпускаемой продукцией: изменение в технологии производства позволяло из одного куска ткани сшить несколько дополнительных, нигде не учтенных рубашек. Получаемые таким образом «излишки» впоследствии реализовывались через спекулянтов. Участниками преступного сообщества в той или иной степени являлись все присутствующие на поминках. Начинаются взаимные подозрения в причастности к убийству и похищении денег. Постепенно выясняется что буквально каждый из присутствующих имел немалые счёты с «хозяином» и вполне мог быть убийцей. Кроме того вскрывается и сложный клубок неприязненных отношений и между самими цеховиками. Выясняется что Львов собирался бросить жену и уйти к молодой любовнице, жене работника ОТК Смирнова, другие оказываются недовольны поступками недавнего прошлого и образом жизни друг друга.
В то же время цеховики не знают самого главного: милиция во главе со следователем Филипповым знает о данном деле намного больше, чем им кажется...
- В декорациях дачи Семена Орлова, на которой собирались преступники-цеховики, снималась аналогичная сцена сбора цеховиков из фильма «Черный бизнес» (1965 год)

## В ролях
- Галина Польских — Лидия Васильевна, гражданская жена Львова, директора фабрики
- Тамара Акулова — Ольга, сотрудница планового отдела, жена Фёдора, любовница Львова
- Виктор Сергачёв — Борис Петрович Таганский, бывший ревизор, сосед Львова
- Валентин Смирнитский — Фёдор Смирнов, работник ОТК
- Александр Соловьёв — Клёнов, главный технолог
- Михаил Кононов — Пётр Царьков, завскладом
- Владимир Стеклов — Семён Орлов, экспедитор
- Вячеслав Баранов — Митя Березин, экспедитор
- Александр Яковлев — Игорь Николаевич Лаптев, работник торговой базы
- Павел Иванов — Филиппов, следователь
- Пётр Щербаков — Константин Георгиевич, сотрудник министерства

## Съёмочная группа
- Автор сценария: Владлен Бахнов, Нелли Морозова
- Режиссёр: Вениамин Дорман
- Главный оператор: Вадим Корнильев
- Художник-постановщик: Марк Горелик
- Композитор: Микаэл Таривердиев